# L’Intransigeant

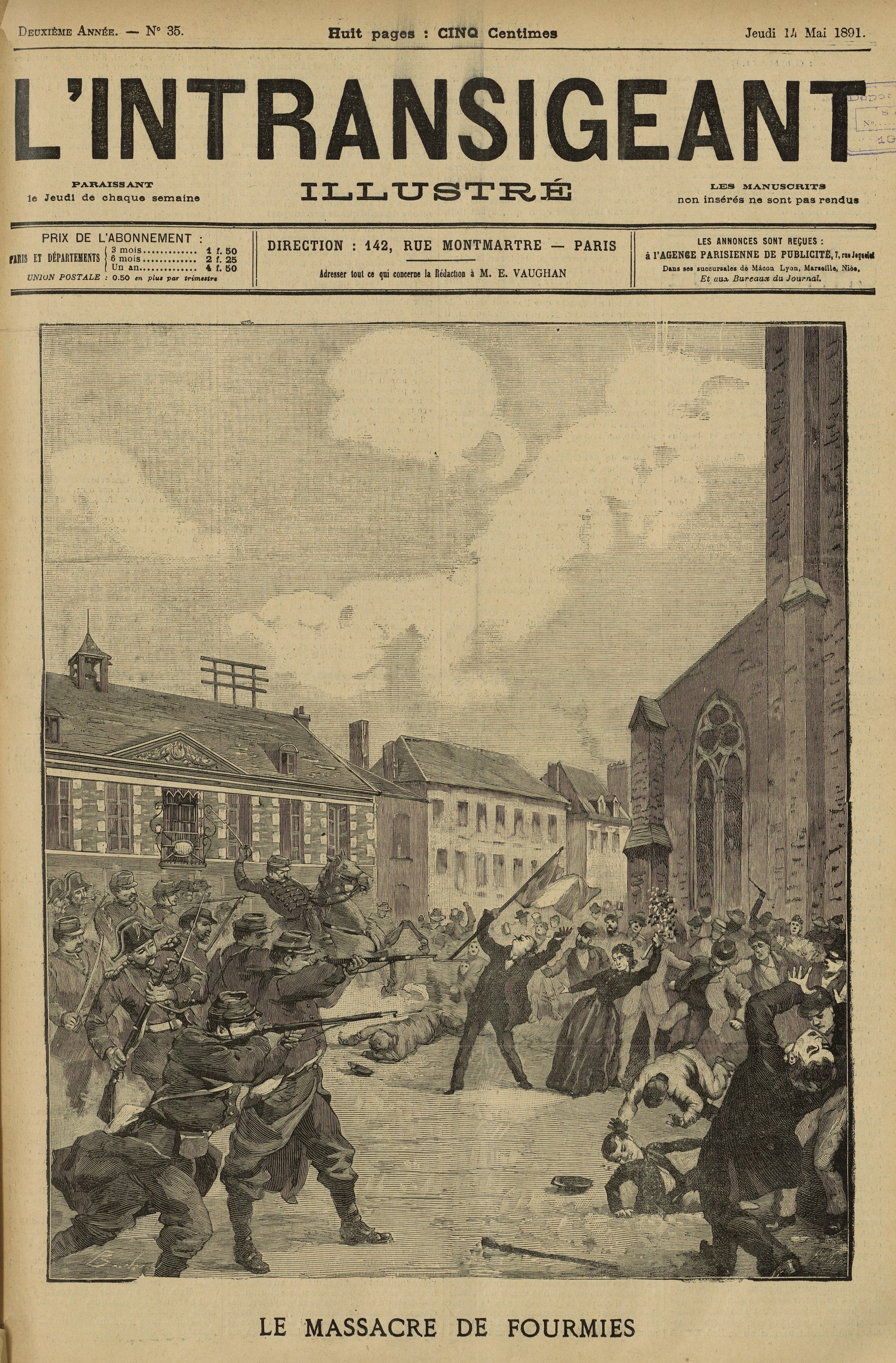
Fusillade de Fourmies auf dem Titelblatt der Ausgabe des L'Intransigeant vom 14. Mai 1891.

L'Intransigeant (frz. Die Kompromisslose) war eine französische Tageszeitung, die vom Juli 1880 bis zum 1948 in Paris erschienen ist.
Sie wurde am 15. Juli 1880 von Eugène Mayer, welcher auch La Lanterne verlegte, gegründet, der erste Schriftleiter war Henri Rochefort.
Die Tageszeitung vertrat anfangs Positionen der politischen Opposition und wurde in ihrem Gründungsjahr mit einer Auflage von etwa 70.000 Exemplaren gedruckt.
Die Publikation orientierte sich am Boulangismus und stimmte 1898 in die antisemitische Hetze gegen Alfred Dreyfus ein.
Ab 1906 entwickelte sie sich unter der Leitung von Leo Bailby, zur auflagenstärksten konservativen Zeitung in Frankreich mit 1920 einer Auflage von etwa 400.000 Exemplaren.
Ab 1931 hatte die Zeitung einen geringeren wirtschaftlichen Ertrag und die Auflage erreichte in den späten 1930er Jahren etwa 130.000 Ausgaben.
Nach dem Fall Rot wurde die Tageszeitung 1940 eingestellt.
Die Zeitung erschien 1947 für kurze Zeit erneut, bevor ihre Abonenten von der redaktionellen Einheit von Paris-Presse betreut wurden, das seinerseits 1970 von France Soir aufgekauft wurde.